# Sibel Şişman
Sibel Şişman (Istanbul, 22 ottobre 1991) è un'attrice turca, nota per aver interpretato il ruolo di Güliz Yıldırım nella serie DayDreamer - Le ali del sogno (Erkenci Kuş).

## Biografia
Sibel Şişman è nata il 22 ottobre 1991 a Istanbul (Turchia), fin da piccola ha mostrato un'inclinazione per la recitazione.

## Carriera
Sibel Şişman nel 2014 si è laureata in recitazione e teatro presso il conservatorio statale dell'Università di Istanbul. Nel 2010 ha fatto la sua prima apparizione come attrice nella serie Farkli Desenler. Nel 2014 e nel 2015 è entrata a far parte del cast della serie Yilanlarin Öcü. Nel 2016 ha ricoperto il ruolo di Gulsah nella serie Ask Laftan Anlamaz. Nello stesso anno ha interpretato il ruolo di Yonca nella serie Yeter. Nel 2017 e nel 2018 ha ricoperto il ruolo di Kiraz nella serie Kadin.
Nel 2018 ha interpretato il ruolo di Melehat nella serie Siyah Inci. Nel 2018 e nel 2019 è stata scelta per interpretare il ruolo di Güliz Yıldırım nella serie DayDreamer - Le ali del sogno (Erkenci Kuş) e dove ha recitato insieme ad attori come Can Yaman e Demet Özdemir. Nel 2021 ha interpretato il ruolo di Sebnem nella serie Seni Çok Bekledim. Nello stesso anno ha ricoperto il ruolo di Feraye nella serie Ask mantik intikam. Nel 2022 ha recitato nel film Unfruitful Times diretto da Dogus Algün.

## Filmografia

### Cinema
- Unfruitful Times, regia di Dogus Algün (2022)

### Televisione
- Farkli Desenler – serie TV (2010)
- Yilanlarin Öcü – serie TV, 49 episodi (2014-2015)
- Aşk Laftan Anlamaz – serie TV, 1 episodio (2016)
- Yeter – serie TV, 14 episodi (2016)
- Kadin – serie TV, 45 episodi (2017-2018)
- Siyah İnci – serie TV, 5 episodi (2018)
- DayDreamer - Le ali del sogno (Erkenci Kuş) – serie TV, 39 episodi (2018-2019)
- Seni Çok Bekledim – serie TV, 13 episodi (2021)
- Love, Reason, Get Even (Ask mantik intikam) – serie TV, 15 episodi (2021)

## Teatro
- O Öyle Değil
- Mask'ot
- Mirandolina Nam-ı Diğer, diretto da Otelci Güzeli (2010)
- Onikinci Gece (2011)
- Bildirim (2012)
- Baba (2012)
- Çılgın Cenaze (2013)
- Komik Para (2016)
- III. Richard (2017)

## Doppiatrici italiane
Nelle versioni in italiano dei suoi film e delle sue serie TV, Sibel Şişman è stata doppiata da:
- Olivia Costantini[21] in DayDreamer - Le ali del sogno[22]